# 한나 (2011년 영화)
《한나》(영어: Hanna)는 조 라이트가 감독한 2011년 개봉된 액션 모험 스릴러 영화이다. 이 영화는 강인한 체력, 치명적인 살인기술, 완벽한 전략으로 주인공 16세 소녀 한나 역의 시얼샤 로넌은 전직 CIA출신 아버지 에릭 역의 에릭 바나에 의해 완벽한 살인 병기로 키워진다. 케이트 블란쳇이 소녀와 아버지를 추적하여 제거하려는 선임 CIA 요원을 연기한다. 영화는 2011년 4월 8일 미국에서 개봉하였고, 2011년 5월 5일 유럽에서 개봉되었다. 영화는 로넌과 블란쳇의 공연과 액션 장면 및 주제를 칭찬하는 대부분의 비평가로부터 긍정적인 반응을 얻었다.

## 줄거리
열여섯 순수하고 치명적인 살인병기
강인한 체력, 치명적인 살인기술, 완벽한 전략! 열여섯 살 소녀 한나(시얼샤 로넌 분)는 전직 CIA출신 아버지 에릭(에릭 바나 분)에 의해 완벽한 살인 병기로 키워진다. 극비리에 진행시킨 위험한 임무가 시작된 순간 에릭과 헤어지게 되고, 급기야 정보기관에 납치당한다. 조직의 비밀기지에서 치명적인 기술로 탈출을 시도하는 한나. 이제 그녀는 탄생의 비밀과 그 배후의 거대조직의 음모와 직면하게 되는데.. 지금 그녀의 복수가 시작된다!

## 배역
- 시얼샤 로넌 - 한나 헬러 역
- 에릭 바나 - 에릭 헬러 역
- 케이트 블란쳇 - 멜리사 위에글러 역
- 제시카 바든 - 소피 역
- 알도 말랜드 - 마일즈 역
- 톰 홀랜더 - 아이삭스 역
- 올리비아 윌리엄스 - 레이첼 역
- 제이슨 플레밍 - 세바스찬 역
- 미셀 도커리 - 펄수 마리사 역
- 빅키 크리엡스 - 조핸나 자덱 역
- 마틴 부트케 - 크넵플러 역